# جوزيف س. ميلر
جوزيف س. ميلر (بالإنجليزية: Joseph C. Miller)‏ هو مؤرخ أمريكي، ولد في 30 أبريل 1939، وتوفي في 12 مارس 2019 في شارلوتسفيل في الولايات المتحدة.